# Birkenheide
Birkenheide là một xã thuộc thuộc huyện Rhein-Pfalz, bang Rheinland-Pfalz,phía tây nước Đức. Xã này có diện tích 3 km², dân số thời điểm ngày 31 tháng 12 năm 2006 là 3210 người.

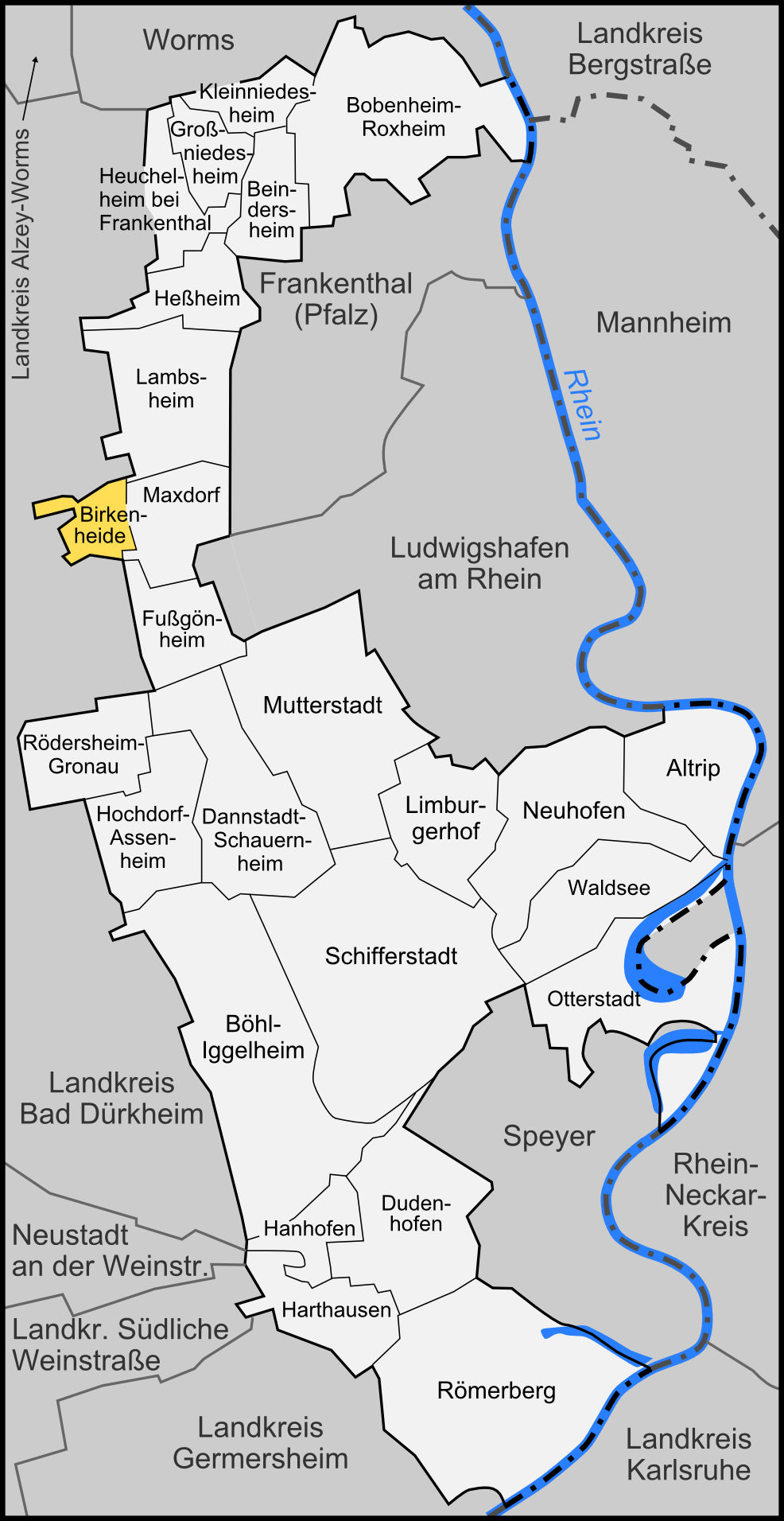